# Wipperbanden
Wipperbanden ist eine Ortslage in der bergischen Großstadt Solingen.

## Lage und Beschreibung
Der Ort liegt abseits der geschlossenen städtischen Bebauung im Südwesten des Stadtbezirks Burg/Höhscheid. Der nur aus wenigen Gebäuden bestehende Ort liegt an der Straße Wippe auf halber Strecke zwischen der Hofschaft Wippe und dem Schmidtskotten. Er befindet sich inmitten des Naturschutzgebiets Weinsberger Bachtal, das der gleichnamige Weinsberger Bach im Osten durchfließt. Bei Wipperbanden nimmt der Bach das Wasser aus dem kleinen Zufluss Wipperberger Bach aufnimmt.  
Benachbarte Ortslagen sind bzw. waren (von Nord nach West): Schmidtskotten, Strupsmühle, Vor- und Hintenmeiswinkel, Leysiefen in Leichlingen, Wipperkotten, Wipperaue, Wippe, Haasenmühle, Oelmühle, Schirpenbruch und Höhmannsberg.

## Etymologie
Der Ortsname ist von dem Hofschaftsnamen Wippe abgeleitet, der wiederum vom Weinsberger Bach seinen Namen hat. Der Ort lag in den Banden, also in einer feuchten Flusswiese.

## Geschichte
Der Ort ist seit der ersten Hälfte des 19. Jahrhunderts auf Kartenwerken verzeichnet. Er entstand auf bisher unbewohntem Terrain zwischen den beiden Orten Wippe und Schmidtskotten. Er erscheint bereits unbeschriftet in der Preußischen Uraufnahme von 1844. In der Topographischen Karte des Regierungsbezirks Düsseldorf von 1871 ist der Ort hingegen nicht verzeichnet. Die Preußische Neuaufnahme von 1893 verzeichnet den Ort als Wipperbanden.
Der Ort gehörte zur Bürgermeisterei Höhscheid, die 1856 zur Stadt erhoben wurde und lag dort in der Flur VII. Höhe.
Mit der Städtevereinigung zu Groß-Solingen im Jahre 1929 wurde Wipperbanden ein Ortsteil Solingens. Auf Stadtplänen ab dem Jahr 1929 ist die Ortsbezeichnung weiter südlich zu finden, direkt angrenzend an die Hofschaft Wippe. Später verschwand der Name und ist heute nicht mehr gebräuchlich. Die noch vorhandene Bebauung ist zur Straße Wippe nummeriert (Hausnummern 35, 37, 37a).